# Edict van Nantes

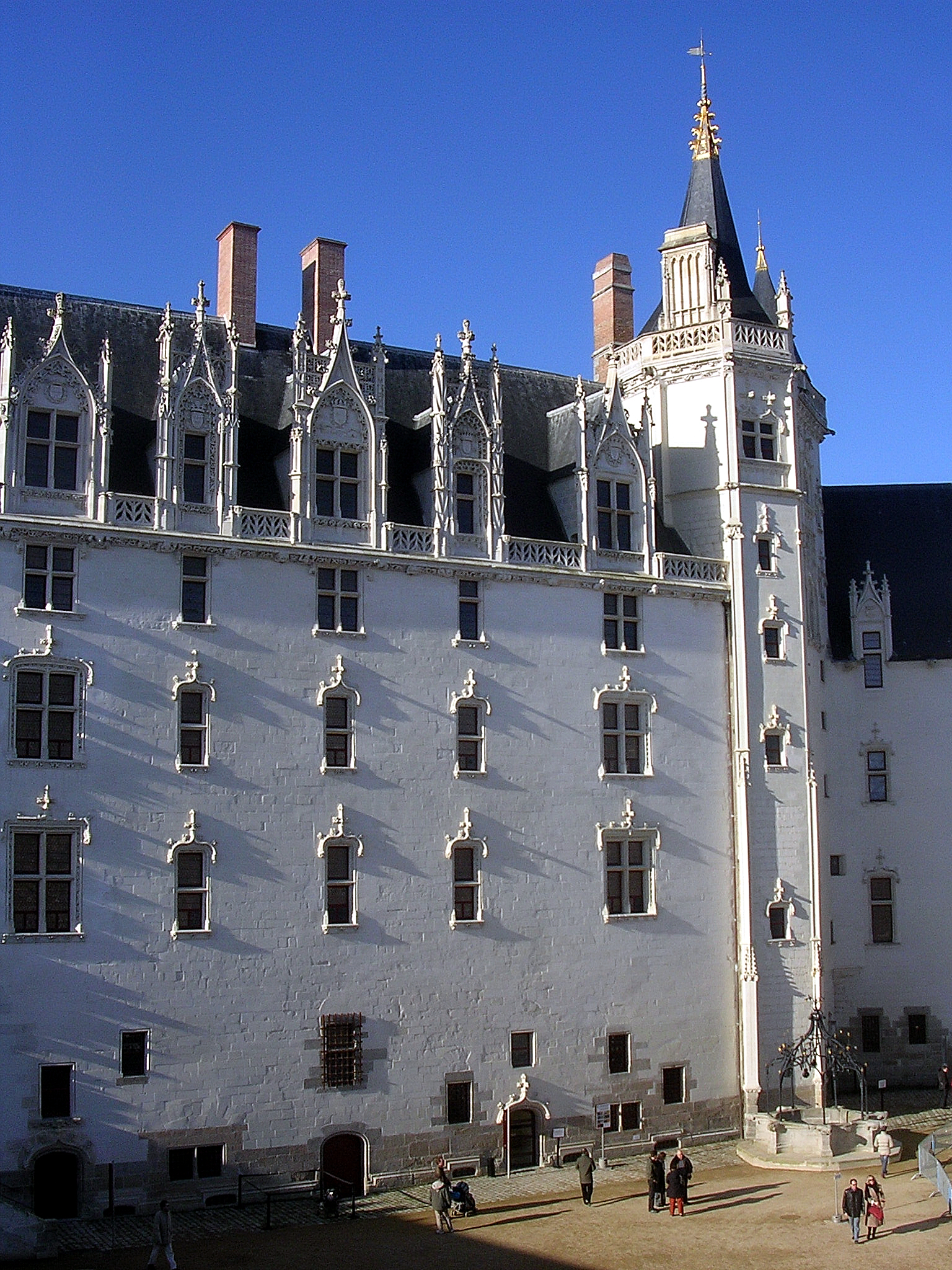
Het kasteel van de hertogen van Bretagne in Nantes, waar het Edict werd uitgevaardigd

Het Edict van Nantes was een in april 1598 door koning Hendrik IV van Frankrijk uitgevaardigd edict. De hugenoten (protestanten) kregen rechten op uitoefening van hun geloof en behielden garnizoensrecht in een paar Zuid-Franse steden. Dit maakte deel uit van de politiek van Hendrik IV om de godsdienstige twisten in het koninkrijk Frankrijk te beëindigen. 

## Aanloop
De ideeën van Johannes Calvijn werden in Frankrijk enthousiast onthaald en wisten vele gelovigen aan de kant van Calvijn te krijgen. Na de dood van koning Hendrik II liepen de gemoederen tussen de katholieken en de protestanten in Frankrijk hoog op. Het koninkrijk kreeg toen te maken met een paar kind-koningen die in hun moeder Catharina de' Medici hun regentes hadden. Een machtige familie aan het koninklijk hof was De Guise. Deze streng katholieke familie was voor een harde aanpak van de hugenoten in Frankrijk. Dit resulteerde in een escalatie van het conflict in 1562 in het Bloedbad van Wassy, waarbij tientallen doden vielen. Dit was het startsein van een reeks van bloedige gevechten in Frankrijk.
De kansen leken te keren voor de hugenoten toen de protestantse Bourbon Hendrik III van Navarra trouwde met de Franse prinses Margaretha van Valois. Zijn huwelijk liep echter uit op een groot bloedbad. Toen in 1589 Hendrik III van Frankrijk vermoord werd was Hendrik van Bourbon volgens de Salische Wet zijn opvolger. Hendrik aanvaardde de Franse kroon (als Hendrik IV) en werd katholiek. Nadat de Spaanse dreiging was geweken in zijn land beloofde Hendrik de hugenoten meer rechten.

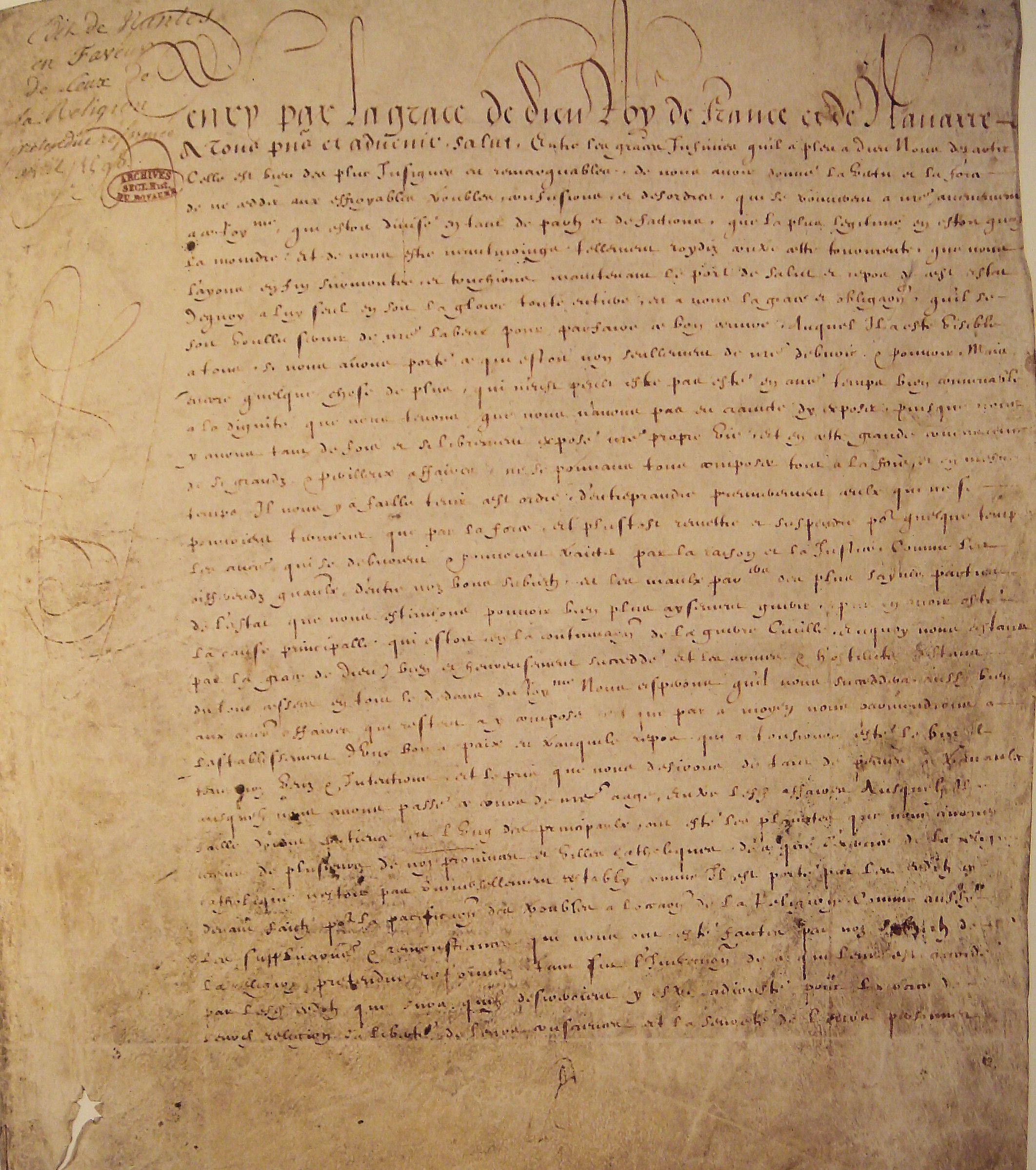
Het opgetekende Edict van Nantes.

## Inhoud
De voornaamste bepalingen waren:
- gewetensvrijheid in geheel Frankrijk;
- het recht godsdienstoefeningen te houden in de reeds hiervoor in gebruik zijnde kerken, in kastelen van protestantse edellieden en in één stad per district, behalve Parijs;
- volledige burgerrechten: vrije handel, erfrecht, toegang tot ambten, onderwijsinstellingen;
- het bezetten van de helft van de zetels in de handelskamers;
- het recht van het leggen van een door de koning bezoldigd garnizoen en het houden van synoden in een honderdtal veiligheidsplaatsen.

## Reacties
De fanatiekere katholieken en hugenoten vonden dit edict een slecht compromis. Het werd echter wel gesteund door de Franse middenpartijen die het jarenlange onderlinge oorlog voeren in Frankrijk beu waren.

## Nasleep
Het edict zorgde inderdaad voor de gewenste vrede voor een paar decennia, totdat Richelieu de hugenoten in 1629 een aantal rechten weer ontnam (Edict of Vrede van Alais ontnam hun de laatste veiligheidsplaatsen). De hugenoten waren erg impopulair, historisch betrokken bij opstanden, het onderwerp van samenzweringstheorieën, en de druk op de koning om eens en voor altijd een einde te maken aan de R.P.R. (Religion Prétendue Réformée - de Zogenaamd Hervormde Religie) was groot. De hugenoten waren evenmin tolerant als de katholieken: de publieke opinie was ontdaan door de discriminatie van katholieken in de Verenigde Provinciën, door de Engelse Test Act van 1678, die katholieken uitsloot van ambten (2000 weigeraars werden gevangengezet), of zelfs in de Languedoc, sommige kantons van Normandië, of Poitou waar de calvinisten, op sommige plaatsen in de meerderheid, de katholieken verdrukten. Lodewijk XIV, die met de vorderende jaren steeds devoter katholiek werd, gaf uiteindelijk toe aan de druk en trok het edict in 1685, mede op aandringen van zijn biechtvader François d'Aix de La Chaise, definitief in, waarop 50.000 hugenoten vluchtten naar Nederland, Engeland, de Kanaaleilanden en Brandenburg-Pruisen. De herroeping van het Edict van Nantes in oktober 1685 heet formeel het Edict van Fontainebleau.